# Crô - O Filme
Crô: O Filme é um filme de comédia brasileiro de 2013, um spin-off da novela Fina Estampa, da TV Globo, focado no personagem Crodoaldo Valério, interpretado por Marcelo Serrado. O filme é dirigido por Bruno Barreto e escrito pelo criador do personagem, Aguinaldo Silva. Estreou nos cinemas brasileiros em 29 de novembro de 2013, em seu primeiro fim de semana foi visto por 337 mil pessoas, arrecadando cerca de R$ 4,4 milhões.

## Sinopse
Após herdar a fortuna de Tereza Cristina, Crodoaldo Valério, mais conhecido como "Crô" (Marcelo Serrado), está cansado da vida de milionário. Decidido a encontrar uma nova musa a quem possa dedicar sua vida, ele inicia uma busca pessoal que faz com que entreviste diversas peruas. Seu objetivo é encontrar aquela que seja melhor qualificada para que ele próprio possa servir como mordomo, assim como fez com sua antiga patroa. Entretanto, após muito avaliar, acaba percebendo que sua musa ideal é justamente aquela que jamais havia imaginado. E ao mesmo tempo demonstra que ficou apaixonado pelo motorista Baltazar (Alexandre Nero) a quem o chama de Zoiudo e que é um machão homofóbico.

## Elenco
- Marcelo Serrado como Crodoaldo Valério (Crô)
- Alexandre Nero como Baltazar (Zóiudo)
- Urzula Canaviri como Paloma Arce
- Carolina Ferraz como  Vanusa Ribeiro
- Milhem Cortaz como Riquelme
- Kátia Moraes como Marilda
- Carlos Machado como Jean-Jacques
- Nataly Cabanas como Elena Arce
- Mari Nogueira como Juana
- Ivete Sangalo como Alzira Valério
- Luciana Paes como Ariadne Fontura
- Alice Assef como Gilda
- Tiago Abravanel como Juiz de Paz
- Karin Rodrigues como Francisca Oliveira
- Jacqueline Dalabona como Madame
- David Brasil como cabeleireiro
- Salete Campari como convidada do casamento
- Ana Maria Braga como ela mesma
- Gaby Amarantos como ela mesma

## Produção

### Desenvolvimento
Em julho de 2012, foi anunciado pela produtora Paula Barreto, da L.C. Barreto que Aguinaldo Silva (criador do personagem "Crô") já estava trabalhando no roteiro do filme, e que as únicas pessoas do elenco que já estão comprometidas com o projeto é o próprio protagonista, Marcelo Serrado. A produção marca o retorno de Aguinaldo ao cinema brasileiro depois de quase vinte anos. Sua última colaboração como roteirista foi em Como Nascem os Anjos, lançado em 1996, de Murilo Salles.
Em 5 de novembro de 2012, Aguinaldo Silva comentou sobre o roteiro em seu blog, disse que já estava elaborando o roteiro, e que estava composto por 35 cenas, às quais prometeu acrescentar mais 15 na semana em que postou em seu website, na mesma publicação, Aguinaldo relata que esta ficando um pouco demoroso por falta de tempo em um trabalho e outro, pois ainda esta elaborando um sinopse de uma suposta próxima novela das oito, que segundo ele será exibida na Rede Globo. Também em seu blog revela que a direção ficará por conta de Bruno Barreto e relata que tem como objetivo atrair também o público infantil.
No dia 8 do mesmo mês, Agnaldo afirma em seu twitter que o roteiro já está pronto. Sobre o assunto o roteirista comenta: "Fecho a gaveta de Super Crô – o filme, e abro a gaveta de Doctor Pri – o seriado da Globo. A gaveta da sinopse da novela abro daqui a pouco".
| “ | São cinco semanas de filmagem e será lançado nas férias. Vai ser um filme bem divertido. Chamei a Ivete para participar. É um longa-metragem, se der certo e for um sucesso, quem sabe até vire um seriado, mas por enquanto é um filme. Vamos ver se a gente filma no Carnaval, porque vai ter uma homenagem ao Crô em uma escola de samba, mas não sei se isso vai entrar no roteiro | ” |

Marcelo Serrado revela um pouco sobre a história do filme e, diz que vai se tratar sobre a vida do personagem desde a infância. “É uma grande brincadeira o filme, mas acho que é muito peculiar alguns personagens saírem da novela para ir ao cinema, é uma coisa rara”, diz Marcelo.
Durante apresentação do filme "Crô", o diretor Bruno Barreto disse que será "explícita a homossexualidade" do personagem, mas não será necessário mostrar um beijo gay.
"Está muito claro que ele é gay, vão ter cenas que mostram a relação com o namorado. Não haverá beijo gay, não é necessário porque é uma história sobre a arte de servir como mordomo, sobre o poder e a submissão", afirmou Barreto.

### Escolha do elenco
O filme iniciou-se o desenvolvimento com apenas Marcelo Serrado e Kátia Moraes confirmados no elenco, como Crodoaldo Valério e Marilda, respectivamente. Em janeiro de 2013, a cantora Ivete Sangalo foi confirmada para fazer uma participação especial no filme, porém, o nome de seu personagem não foi revelado. No final do mesmo mês, foi anunciado que Odete Zagalo é o nome da personagem que vai ser interpretada por Ivete Sangalo.
Em 24 de março de 2013, foi anunciado por Aguinaldo via conta em uma rede social, que Carolina Dieckmann vai interpretar uma vilã no filme. Logo depois Marcelo Serrado em uma entrevista relata que as participações especiais, foram confirmadas, e que além de Sangalo, a cantora Preta Gil também vai fazer uma pequena participação. No projeto inicial, o ator Marcos Palmeira foi convidado para interpretar o vilão no filme, mas, devido a compromissos variados, não pôde atender ao convite. Em seu lugar, foi escolhido Milhem Cortaz, o nome de seu personagem ainda não foi revelado. Algumas participações especiais, como Marília Gabriela, Milhen Cortaz, Preta Gil, Karen Rodrigues foi confirmado pelo roteirista do filme, no início de abril de 2013.

### Bilheteria
Crô - O Filme alcançou o primeiro lugar nas bilheterias do Brasil, superando Last Vegas. Em cinco semanas em cartaz já havia vendido 1 632 500 e faturado 14,1 milhões de reais.

### Crítica
Crô - O Filme teve recepção geralmente desfavorável por parte da crítica especializada. Com base de 12 revisões da imprensa, alcançou uma pontuação de 1,6 no AdoroCinema.
Do Papo de Cinema, Robledo Milani disse: "Deveria ser algo leve e engraçado, com confusões e desencontros. Ao invés disso temos algo vergonhoso, constrangedor e motivo de embaraço. [...] É o típico filme desprovido de humor inteligente – as apostas em busca do riso são todas preconceituosas e rasas."
Do site Rubens Ewald, Rubens Ewald Filho: "A história é absurda, o roteiro mal desenvolvido, o personagem se torna patético diante da besteira de querer arranjar uma noiva (seu homossexualismo é tratado de passagem...)"
Da Folha de S.Paulo, Alexandre Agabiti Fernandez: "O roteiro, escrito por Aguinaldo Silva é um festival de grosseria e preconceito em que o humor brilha pela ausência [...] Obtusa, desrespeitosa e sem graça, a comédia é uma agressão ao bom senso e à inteligência do espectador."
Cineweb, Alysson Oliveira: "Na direção, Bruno Barreto [...] transita entre o humor que beira o pastelão e o suspense sem parecer confortável em nenhum dos dois, gerando cenas de perseguição e situações muito improváveis."
Do Cinema com Rapadura, Darlano Dídimo: "O roteiro é o maior dos problemas do filme. E olha que eles não são poucos! [...] Com direito a abordagem da temática “trabalho escravo” e a participação de atrizes latinas, a história deixa a zona do folhetim perigosamente e arrisca-se por um cinema questionável..."
CineClick, Roberto Guerra: "O personagem, que já é caricato, transforma-se em algo irreal na tela, o suprassumo do exagero, uma espécie de boneca tresloucada a repetir citações pretensamente engraçadas, mas que na verdade soam irritantes."
Preview, Renata Primavera: "Levar o carismático Crô da novela para o cinema pode ter parecido uma boa ideia no papel. Mas o personagem é desperdiçado numa história chula e sem nenhum apelo cinematográfico."
Do Estado de Minas, Helvécio Carlos publicou uma crítica positiva dizendo: "As cenas de ação são bem feitas. A do sequestro, por exemplo, mostra que o cinema nacional conquistou qualidade técnica. O entrosamento entre os atores Marcelo Serrado e Alexandre Nero também garante cenas divertidas. Mas é o final o grande barato do filme."
Do Almanaque Virtual, Raíssa Rossi disse que "acaba por ser um filme de ocasião com momentos divertidos apenas porque Crô é uma figura caricata e engraçada. Quem assistiu à novela acaba tendo vantagens e se identificando mais com a trama..."

## Sequência
Marcelo Serrado avalia a possibilidade de estrelar um novo longa na pele do mordomo atrapalhado. Na novela, ele era o fiel escudeiro da vilã, Tereza Cristina (Christiane Torloni). Também há possibilidade de participações de outros personagens fictícios, como o Félix (Mateus Solano), de Amor à Vida; Ferdinando (Marcus Majella), de Vai que Cola; e Seu Peru (Marcos Caruso), de Escolinha do Professor Raimundo.
O longa, que levou quase dois milhões de espectadores ao cinema, vai ganhar continuação. Ainda sem previsão de estreia, Aguinaldo Silva já trabalha no argumento do roteiro. "É um personagem carismático, as pessoas se identificam", diz Walkiria Barbosa, da produtora Total Filmes. "O Crô é um ingênuo, faz mal à ninguém. Nesse mundo em que as pessoas más estão por todos os lados...".